# 小行星8690
小行星8690（英語：8690 Swindle）是一颗围绕太阳公转的小行星。1992年9月24日，太空监视在基特峰发现了此天体。
这颗小行星的绝对星等为13.33959634718807等。